# Nechronpa
井蛙. . 2013-09-24  [2018-11-10]. （原始内容存档于2019-02-17） （日语）.
《Nechronpa》，於Niconico發布，由井蛙（页面存档备份，存于）製作的二次同人TRPG創作。本系列是讓《超級槍彈辯駁2 再會了絕望學園》裡，希望峰學園的學生們「日向創」、「狛枝凪斗」、「七海千秋」玩桌上角色扮演遊戲《永遠的後日談》的二次創作視頻
雖然是二次創作，但是微妙的與本篇（槍彈辯駁2）有著強烈的契合度，飽受好評，但也因此牽扯到槍彈辯駁的劇透
2013年9月24日在Niconico開始連載，隨後在Youtube上傳高畫質版。截至今日包含第0章共出了6篇章節。

## 故事簡介
第0章　永夜后日谈
七海邀約狛枝、日向一起遊玩《永遠的後日談》，但是由於只有3人的緣故，在七海考慮自己來負責當NC的時候，七海的遊戲機說話了，裏頭的人物（疑似苗木誠）表示要自己擔當NC好讓七海三人能夠一起遊玩，接著在狛枝的提議之下，三人在餐廳進行了《永遠的後日談》的遊戲......

第一章　Cotton Picker
在黑暗之中主角醒來，考慮自己是被一個能夠破壞的東西給困住，卻一個不小心破壞了自己的腳部，才把困住自己的東西打破。眼前出現了一位白色的少年。
少年稱自己為「凪（なぎ）」，堅信著眼前的蛋裡頭有著對自己來說很重要的人並小心翼翼的替蛋取暖，保護著蛋，殊不知主角便從蛋裡面出現了。
主角一時不能意會凪所說的蛋為何，轉身一看，那是剛才困住自己的東西，明顯能夠包住自己的巨蛋，以及從裏頭流出來紅色的液體，一時情緒失控的他打傷了凪，明則出來守護了凪。
原來凪與明為姊弟，並且兩人都是非人類的玩偶。同時凪也聲明主角也是玩偶，卻與人類一樣有著痛覺感到好奇，但是主角並不相信自己是玩偶，堅信著自己確確實實是人類的事情。
明給主角取名為「HINA（ヒナ）」，因為是從蛋裡面出現，亦有雛鳥的意思。
在周圍都遭到破壞的場所，HINA的蛋也是有遭受疑似人類的破壞的情形，三人決定調查此場所。凪在抽屜裡發現了一堆紙，裡面有著誰寫給誰的信封，以及被鮮血擋住了一半，但是有一位少女笑得很開心的照片，HINA看到照片表示與自己口袋裡的寶物照片裡的女性長的一模一樣，但是思考著既然有人放在這裡的話，估計是那個人重要的東西則沒帶走。
三人決定離開這個地方的時候，在路上遇見了一名少女，「秋澤琴律」。
琴律一眼見到HINA便堅信對方就是自己等待已久的レイイチ，開心的衝上去想要抱住HINA，HINA閃開表示自己不知道琴律說的レイイチ是誰，自己也不是レイイチ。
琴律懷疑是レイイチ不要自己，拋棄自己而開始暴走，HINA等人的第一次戰鬥就此開始。
琴律消滅後，從她身上掉下來一副過大的眼鏡，HINA想撿起確認的時候因為腳滑（骰到大失敗）而遭自己的日本刀破壞腸子。換凪試著撿起眼鏡的時候，同樣腳滑（骰到失敗）跌入一旁的池子中。
在池子當中，凪想起了部分的記憶，在大海邊的時候自己的確是跟誰做了交易，失去了什麼得到了什麼。在一個建築物裏頭，似乎誰暴走，自己遭到波及，即將面臨死亡的凪，似乎感受到什麼，一直以來因為痛苦而說不出話的他說著.........「不要哭啊，hajime（はじめ）」，醒過來，是HINA的眼淚，因為自己掉入池子裡，救出來也像是死了一樣動彈不得的緣故讓HINA心急。
在巨大的搖籃裡，三人想要窺探裡面究竟有著什麼，凪卻因為HINA一個手滑，撞進搖籃裡頭。HINA跟明費力將凪從搖籃拔出來後看見凪拿著一位女性的左手，而明又發現凪似乎還抓著一隻手，凪沒有想太多便把那隻手從搖籃裡拔出來，那隻手...不，那個人長得跟HINA一模一樣，讓三人嚇了一大跳，他隨即睜眼，不能開口說話的他，明讀懂了嘴型，知道他認識凪。
那個人表示自己什麼都記不得，但是記得凪記得在遠方的海岸邊凪曾經叫過他的名字「創（はじめ）」。並表示凪視為寶物的「女人的左手」很危險，想要破壞掉，可是凪死守著，兩人對此之間關係似乎不太好。
發覺場地隨即就要塌泄，四人急急忙忙衝到出口，卻發現外頭的世界早就一片死寂，沒有任何生物活動的跡象，沒有任何水源。
就在這個時候，創指向了遙遠的某處，在那裏，似乎是一切的開始，那燦藍的海岸........
玩偶們決定以那裏為目標，再度踏上旅程。

第二章   银钥匙
HINA等人走了一段路之後，來到了一座森林，在明得確認之下證實這是真實存在並且活生生的森林，突然之間，HINA與明疑似聽見了熟人的叫聲，兩人向著不同方向衝了出去，留下凪與創。
在凪的指示下，自己去追明，創則去追HINA。就在HINA只隨著聲音的方向奔跑時，創推開了HINA才使HINA沒有被突然出現的岡格尼爾之槍貫穿，聽了創的意見才發現剛才的叫聲可能只是騙人進入這個陷阱的，但是聲音的樣本又是怎麼得到的呢?HINA隨即向創詢問明與凪的所在地。
明同樣被凪所救，但是凪的腹部卻遭岡格尼爾之槍貫穿，在以為暫時沒事的時候，插在凪身上的岡格尼爾之槍突然膨脹，在明的面前將凪的身體給炸裂開來，明陷入了恐慌，並告訴隨即趕來的HINA與創凪的事情，但是隨後又發現地面上的血塊並不構成凪的身體，以及一道血痕延續到森林深處，三人決定去尋找凪.......
凪醒來，發現了自己身前的姊姊╴古枝稚空就在面前，同時也漸漸地想起了自己的記憶。自稱龍崎的少年將鳥籠與鳥籠裡的銀鑰匙交給凪之後引發了稚空的不滿，而龍崎又將「不要吃下這裡的食物，若你想回去的話」以口語的方式告訴凪，隨後便離開了。
留下了姊弟兩人留在一個小房間。
明與HINA來到了一座建築物前，同樣的明也漸漸想起了部分的記憶，告訴HINA等人自己是在這個地方被人所救的。
突然間，龍崎出現，將HINA視為神木黎一當作敵人，將擁有稚空身前的身體的明視為神木黎一(HINA)的手下，並且似乎認識創。
龍崎懷疑凪會不認識稚空都是因為HINA等人所為，打算就此戰鬥。
同時間，就在凪拒絕稚空的食物時，稚空的身體突然出現，並且抓住了凪。
稚空不能理解為什麼自己原本的身體會突然出現，並眼看凪就要被帶走而哭喊著。
創抱著被蜘蛛絲纏住的球體從二樓的窗戶跳了下來，來到HINA等人身邊，急忙要求用HINA的日本刀砍開卵，裏頭出現的是凪。
稚空來到龍崎身邊，與龍崎為了奪回凪與HINA等人開戰。
戰鬥途中，由於稚空的身體被破壞，從身體當中爬出了一隻巨大的蜘蛛，導致龍崎大受打擊，隨著NC的嘲笑不斷的還疑自己的所作所為......
結束後，凪向明詢問稚空的事情，明向制空坦白凪在發高燒時稚空一直沒回來，但是因為敵人的關係自己模仿了稚空的聲音帶凪逃走。凪諒解了明的所作所為，認為當下的自己突然發現稚空不見的話，一定會抱著自己沒用的身體衝出去，一定會被神木黎一抓到。而凪知道了明不是自己的親姊姊，表示自己從今往後不在以姊弟互相稱呼，而是完全的作為朋友看著對方。
龍崎將銀鑰匙交給凪，要凪去拿回稚空珍惜的寶相，等待期間向HINA等人訴說回憶的時候森林突然發生變化，在凪抱著寶相回來的時候龍崎遭受長槍貫穿身體，並要所有人趕快逃離這個森林。在最後認同了凪是重要的家人，留下自己一個人在森林奮戰。
HINA等人跑出森林之後只能默默地聽著森林的聲音蓋過了槍響，而隨著凪用銀鑰匙開啟了寶相，裡面的照片，是已經失去的過去......

第三章　谁也不知道
HINA雖然認識了許多的人，卻依然還不清楚自己究竟是否是神木黎一，而凪卻相信自己的直覺，堅信HINA就是自己在海邊的小屋認識的HAJIME，認定創是個冒牌貨而遭到創的不滿，被創使用能力掉入一個洞裡，明隨即掉進去拉住了凪，但是HINA卻被創給制止，被創認為HINA突然下去的話可能會不小心壓碎兩人提議找其他道路下去。
而掉到疑似是演藝廳的凪與明，卻在那裏看見了大量與HINA長得一模一樣的人......
大量長的與HINA相似的不死族突然一口氣遭受破壞，隨之出現的是自稱「神木黎一」的男人，凪與明從對方的語氣得知對方也只不過是神木黎一的複製品-01，卻被01要求說「既然你們都能夠創造出比神木美香子還是更完美的01，那麼就把你們那標得01交給我，我把這裡的複製品給你們繼續創造出完美的01」（暗指與凪跟明相處的HAJIME或者是HINA是01所追求的完美品）並以修復他們為交換條件，凪當場拒絕則被01告訴「自己在被破壞幾次將會失去自我次元」的事實，凪想起當年要求hajime殺死自己也是因為「害怕自己不再是自己」而開始膽怯，但是經過明的話語，決定否決01的話並與明一起對抗01。
而hina等人找尋凪的時候，打開一扇門正好撞見那曾經在01的記憶裡出現，那被稱作神木美香子的女子。神木美香子堅決hina就是神木黎一，而遭到hina否定，此時神木美香子注意到hina身後的hajime，hajime則確定與神木美香子聯手對付hina。然而hina不敵數量，依舊遭到「完全破壞」，hajime也開口訴說也許自己很羨慕hina的時候，hina犧牲記憶的碎片復活了，並且透過犧牲戰法，hina終於戰勝了神木美香子與hajime。
凪與明找到了只剩下手的hina並且拼裝起來，hina也表示自己想起了什麼，在研究室裡暴走的01，在海岸邊的小屋一同生活的hajime，甚至也有著神木黎一的記憶，hina希望獲得凪與明的復仇。但是兩人決定不憎恨hina，也不打算原諒他，但是只要彼此還是姊妹，就要一起走下去。而之後，被神木美香子的殘骸給抓住的凪被hajime所救，hajime給予凪「保險（棋子）」之後再次用自己的聲音道別之後消失，hina等人再次步上只有3姊妹們的旅程。
第四章　聖艾爾摩之火
在沙漠中間休息的hina等人透過地圖發現他們曾經在海岸邊所住過的那個家遭到atene摧毀並蓋了一間聖教堂在那，反覆的思考hajime曾經所說過的意思，凪突然咳個不停，從嘴裡以及腹部的洞不斷掉出了花瓣，明馬上就察覺到是岩田骸狼所為，但卻又被突然長出來的植物所困，植物放射出來雪白色的東西之後hina等人陷入昏睡，並且帶有明顯敵意的骸狼現身，想要做什麼的時候卻遭到「藍色眼睛」的凪給攻擊，骸狼馬上就察覺到操控凪的人物，而對方卻希望骸狼能夠遵守「遊戲規則」，不遵守的話便是放棄約定。一段威脅之後凪便疑似斷線人偶一樣倒在地面，留下了三具屍體跟一具屍體。骸狼帶走了明的屍體，並將另外兩人丟到垃圾場去，在垃圾場醒來的hina遭屍體所救，發現跟自己長的一模一樣的人倒在身邊，才發現自己變成了凪的樣子，眼前的自己是明，而只剩下不在場的持有明身體的凪。而凪被骸狼認出非明本人之後，告訴凪要明去找他，並讓他掉進洞內。得到自稱「流歌」的人幫助，明找到了骸狼的筆記，裡面並沒有任何寫著關於自己的事情，在依然不知道骸狼的目的之下，眾人來到骸狼的面前，即使如此心裡依然想著要幫助骸狼的hina與明，卻依然不被骸狼認同而開始了戰鬥。
戰鬥結束，骸狼認同了明，並向明所詢問「你覺得你幸福嗎?」。告訴hina等人自己要幫助他們帶到atena的面前，還有自己所知道有關於「特異點」，也就是hajime的事情，相信hina與特異點不同能夠前往正確的道路。此時骸狼突然察覺到櫻之樹(克里斯)與佐川遭火吞噬，上前試著滅火而把hina等人擋住，推往救生艙的逃生口，並把hina給他的迷你靜歌丟還回去，消失在火海之中，hina等人逃脫之後，交換身體的狀態也因為衝擊恢復了，眾人在看著宛如照耀他們前路的火燈塔，帶著見到atena的覺悟，再次踏出旅程。

現實(遊戲外)當中，結束遊戲的三人正在整理著第四章節的內容時，畫面以及聲音突然出現雜訊，變調。難不成就有什麼事情要發生了嗎......?

第五章　你向著名為樂園的ＯＯ展露微笑
開頭，失去了兔美的身影，音樂變調，漸漸的就連NC似乎也像是換了一個人一樣....?
hina等人終於來到目的地，自己曾經生活的家被摧毀，取而代之的是一顆宛如巨大的蛋立在那邊一樣，長方形有如鏡子的門豎立在那哩，hina與凪看見了門上還夾著一個疑似照片的紙，想要抽出來的時候，卻反被拉進門哩，而在門裡所看見的，正是三人曾經生活過的那個地方。雖然知道是假的，但看見就連那曾經生活過的家都保存在hajime破壞前的樣子，簡直就像是在否定他們所做的事情，hina大喊著，此時發現這個機倆多了一個奇怪的金屬大門，輸入了三人的姓名(凪、明、hajime)的名字之後，透過電梯下來到一個巨大的建築物裡，在那裏看見了疑似被糟蹋很慘的atena的屍體，但hina很快地就知道那只是atena的惡作劇，要atena出來，等此時說話的，卻是狛枝.......不，atena，hina生氣的像atena詢問對凪做了什麼，atena並沒有回答，只是說著對這些「預定調和」感到無聊的話語而被hina與明認為atena因為無聊所以喚醒他們想要奪取他們的身體，在一番解釋之下，atena受夠了只是不停說著相同的事情，雙方就此展開戰鬥。

## 名詞解釋
NC（Necromancer）
死靈法師。又有GM的意思。
NC既是故事裡頭，創造出娃娃來的幕後黑手，又是娃娃們最終必將遭遇的魔王。

NecroManshin
死靈技術。只有死靈法師獨有的技術、能力。

PL（Player）
玩家。

記憶碎片
雖然娃娃喪失了生前的記憶，但並不是全部。還是有些許記憶會被保留下來。這些遭到保留的朦朧記憶，就叫做「記憶碎片」。剛甦醒的娃娃一共持有2個「記憶碎片」。

依戀
依戀是娃娃作為一個有心的存在的重要聯繫。與依戀對象上的感情持續，是維持娃娃的心靈的重要羈絆。如果喪失了全部的依戀，也就等於喪失心靈。超過所能承受的負擔的話，娃娃的內心就會崩潰。

寵愛點
透過消費寵愛點，PL可以提升娃娃各方面的能力，也就是讓娃娃變得更強。也可以進行器官修復。

## 登場人物
主角三名為HINA、凪、明，是唯一有PL（玩家）操控的人物。

### 主角
HINA（ヒナ，PL：日向創）
寶物是照片，在第三章遭受完全解體的時候連同自己的軀體被撕碎。暗示為「破局」。記憶的碎片為「甘甜的嘴唇」、「詛咒」。武器是「日本刀」。享年15歲。
不知道自己真名的不死族，hina這個名字是由明認為「既然是蛋裡面出現的，那就取名為雛鳥的hina」
不記得自己是誰，卻持有疑似是神木黎一的記憶，並與神木黎一相同的聲音。但是堅持認為「如果凪跟明還稱呼我為HINA，那我就是HINA，不是任何人」。後來結束遊戲時玩家間的討論得知如果當初明沒有給HINA取這個名字，名字就會變成神木黎一，並且每提到這個人物時就會增加狂氣點。
海咲凪（ミサキ　ナギ，PL：狛枝凪斗）
寶物是女人的左手。暗示為「希望」。記憶的碎片為「海岸」、「水」。武器是「散彈槍」。享年15歲。
本名古枝凪月，古枝稚空的弟弟，擁有ESP，能力是聽懂任何生物的語言，包誇樹木（克里斯）。出生時就雙眼失明。
遭人（神木黎一）追捕之後改名稱自己為海咲凪，為海咲明的弟弟。
在第二章想起自己的身分，自己因為雙眼失明，跟姊姊智空相依為命到真冬的家當幫傭，但是意外發現智空跟真冬互相喜歡，即便自己看不到也能感受到她們互相之間的舉動，直到死後才覺得自己很不會看情況。
在真冬家的噴水池前聽到聲音，撿到了一隻失去親人受重傷的小鳥，認為自己雖然總是需要姊姊照顧，但還有這麼脆弱到需要自己幫助的生命，凪月下定決心要飼養這隻小鳥
而自己擁有ESP的緣故遭到神木黎一的追捕逃亡，因為正直高燒期間，姊姊智空為了幫凪月買藥被抓起來，自己在小鳥想要報答的幫助下跟隨小鳥的指示逃亡，但是凪月並不知道姊姊已經被抓，並且在小鳥的模仿之下一直以為姊姊還在身邊。並改名為「海咲凪」
在樹上休息的時候聽到有人要殺害「誰」，從而從樹下跳下來抓住那個人要誰逃跑。結果知道是一場誤會之後兩人就此和解，但是稱作佐川的人一直不明白凪一直聽到誰（明）的聲音，佐川在知道凪無家可歸的時候要他們住進自己在海邊的家，一陣子後在海邊救了一名少年，並取名為HAJIME。認識在佐川家的櫻花樹「克里斯」，無聊的時候都會跑去跟櫻花樹聊天。
一群人生活了一段時間，某日突然跌進了atena疑似無聊弄出來的坑洞，而認識了atena，並且atane在剛了解凪的狀況的時候就拉著凪說要實現他的願望。猶豫了一段時間之後決定向atena賣掉自我次元而獲得一筆數目不少的錢，因為自我次元被削弱才得以視力恢復，以為視力恢復是atena的幫助下終於看見大海，隨後也看見hajime的樣子，並滿心期待的想把這件事情告訴姊姊（鳥），hajime告訴姊姊就在他旁邊，但是凪什麼都沒看到，什麼都沒聽到視線再度模糊起來，再度失明，此時此刻才又再度聽見姊姊的聲音。
具ATENA所說是因為ESP能力過於強大才導致自己先天性失明，所以削弱ESP之後才會夾帶副作用恢復視力，能看見東西的時候才聽不到鳥（姊姊）的聲音。
某天，HAJIME看到家中堆著凪帶來的金錢，以及atena的出現，以為自己被凪賣掉的誤會使用ESP暴走，波及到凪當場死亡。知道一切是一場誤會，hajime在痛苦跟後悔之下，另一隻的atena出現，說hajime若是能給與他什麼，她便會幫助hajime復活凪，hajime便說「無論你要我做什麼都可以」，凪復活。
隨後凪發現自己成為不死族，不希望因此漸漸失去自我次元而陷入混亂，向hajime說「我不想要成為失去靈魂的空殼」要hajime讓自己變成不死族的這件事情付出責任，再一次殺死自己，導致hajime陷入混亂，而得到人類身體的小鳥趕來，但是為時已晚，hajime不能夠理解為什麼自己救了凪而他又尋死的原因，ESP暴走的hajime再度殺死了凪，迎來了第二次死亡，三人就此分崩離析，hajime下落不明，明離開了。
海咲明（ミサキ　アキ，PL:七海千秋）
本名明（メイ）。原本是一隻鳥，現在的肉體是古枝稚空的身體。寶物為在現實（遊戲外）七海曾在日向那裏收到的女僕裝，在遊戲中又因為持有角色有著翅膀的關係，所以遊戲裡的明形象外表是那件女僕裝的樣子（捨去翅膀的話背後衣服是裸空的）。暗示為「渴望」。記憶的碎片為「笑容」、「牽手」。武器分別為「金屬箱子」跟「釘棒」。享年15歲。
在樹下被古枝凪月所救，而產生了想要報答的心意。
一直為著自己是一隻鳥，不能夠像人類一樣握手，伸出手來安慰凪月的這件事情感到在意。
而神木黎一追補凪月的時候，怕凪月會因為稚空不在而衝出門，明只好透過模仿稚空的幫助下成功逃亡。在那之後一直扮演著凪月的姊姊的身分過活。只有在凪不在的時候才會用自己原本的語氣說話
在凪與櫻花樹聊天的時候，明在遠處看著凪而聽見了外來者的聲音，在這時候認識了骸狼。一直以自己想要人類的身體為願望希望骸狼能夠幫忙，一段時間骸狼找到的人類的屍體，那句身體毫無疑問就是稚空的屍體，即使如此明還是接受了那具屍體。
回到家中，明告訴hajime與凪關於身體的事情，凪表示不認同這樣子的東西，氣憤的衝出家門。hajime則是聽了明的話之後，裡解了明的想法，並告訴明「要回來哦」的話語
明獲得了人類的身體，興高采烈的去找凪，卻聽到凪喊著「我不想要成為失去靈魂的空殼」要hajime讓自己變成不死族附出責任在一次殺死自己，以及hajime暴走殺死凪的畫面。心底認為「自己究竟是為了什麼得到人類的身體」並不理解為什麼當時的凪一心求死，同樣的遭到被atena洗腦的hajime殺害。
在不明的時間點回到骸狼的研究所，雖然認為自己沒有去處了，但是看到失去一切的骸狼認為不能就這樣下去，拉著骸狼出去旅行。之後便下落不明

### 主要人物
以下為沒有PL（玩家）進行操作的角色。立繪僅代表給觀看視頻的人能有個角色概念，並不代表本人立場。

創（ハジメ，立繪：神座出流）
對凪依戀是獨佔，明是嫌惡，HINA是憧憬。寶物不明。疑似是迷幻人偶
忘記了如何發出聲音，所以總是用奇怪的方法將聲音傳到人們的腦海裡。但是實際上曾對hina用聲音說過話
自稱有著與凪的記憶，曾說到自己曾在海邊被凪呼喊「HAJIME」這個名字。非常堅持著自己就是「hajime」這件事情，認為自己要做為hajime達成義務
在第三章疑似是創的記憶的碎片裡，有著在每個章節所認識的人們的言語之下，被眾人要求「不想要再重複發生一樣的事情」希望創能夠阻止一切的畫面。被骸狼稱為特異點
在第三章的時候隨著神木美香子與HINA決鬥，戰敗之後便消失無蹤。直到HINA等人準備脫出的時候，凪遭到神木美香子的肉塊纏住，被消防門擋住與HINA、明之間的去路時，創救了凪，在凪的道別時呼喊創的名子的時候，創驚訝的下一秒露出笑容，發出了與HINA一樣的聲音說出「啊啊，再見」。至此下落不明
疑似是HINA的二周目

秋澤琴律（アキザワ コトリ，立繪:澪田唯吹）
聽從九十九的話，長久以來一直待在研究室裡等待レイイチ的到來能夠修復九十九的可悲人偶
與秋澤九十九的關係不明，但從珍惜疑似是九十九的眼鏡的這件事情來看，想必是很重要的人
將hina誤認為是レイイチ，而又以為hina不打算修復九十九而暴走。對於（疑似是）初次見面的明有著認識的關係。
完全消滅之後認同hina的存在，並向hina道歉之後徹底消失(死亡)。
研究室裡放著大量希望九十九能夠回來，並且不斷道歉的信紙。這一切只有被明看見，並且隨著研究室崩踏被永遠埋藏起來。

秋澤九十九／n-99（アキザワ ツクモ，立繪：超高校級詐欺師）
疑似是神木黎一的實驗品，與秋澤琴律的關係不明。死亡。
實際樣子直到第三章片頭曲才出現

岩田骸狼（イワタ ムクロ，立繪：田中眼蛇夢）
研究所的一員。人類。
擁有將觸碰到的事物植物化的體質（ESP?）。
曾因為救克里斯的時候不小心抓住克里斯的手而將對方變成了櫻花樹，因此自責。佐川認為骸狼沒有必應因此自責，而告訴骸狼他完成了與植物溝通的研究，邀請骸狼一同來到他的家，但是遭到暴走的01波及，佐川救了骸狼，被壓在瓦礫時下死亡。
骸狼為了完成自己的研究，死後也依然繼續著。幫助明獲得人類的身體，在明失去凪與hajime的時候帶明出走。也在自責的時候因為明的話語而保持著開朗。
但是hina見到的骸狼，卻已經不是明所認識的骸狼似，在那裏的只有憎恨以及自責，骸狼也因為如此想要阻止明的理想，與hina等人展開戰鬥。最終在幫助hina等人逃脫之下死亡。
被凪認為「獨自一個人待在研究所，早就應該瘋了吧(無法保持自我)」

古枝稚空（フルエダ チアキ，立繪：生前　七海千秋／死後　邊古山邊古）
古枝凪月的姊姊，沒有任何ESP，只是普通的少女。元人類，後不死族。
為了撫養自己失明的弟弟來到九邊家工作，身上的女僕服也是九邊家的工作服，與九邊真冬互相喜歡。
對於凪總是說「自己是個沒用的弟弟」感到憤怒，抱著即便凪月做不到任何事情也是疼愛著他，並為此件認識真冬沒有感到任何不滿。
因為凪月發了高燒，而到鎮上去買退燒藥的時候遭到神木黎一捕捉，被關到實驗室裡遭到各種慘不忍睹的實驗。
途中的實驗導致稚空再也感受不到任何疼痛，只是一昧的喊著凪的名字。被神木黎一認為「連ESP都沒有的普通人只不過是個垃圾」
某日神木黎一帶來了龍崎家的小黑(クロ)，殊不知小黑已經被神木黎一改造，在哀恨及不解之下被小黑咬死。

龍崎春彥／九邊真冬（リュウザキ ハルヒコ／ココノベ マフユ，立繪：九頭龍冬彥／邊古山邊古）
研究所的一員。元人類，後不死族。
古枝稚空的愛人。女性。是九邊家的少爺。本名為九邊真冬
疼愛著身為僕人的稚空。也將凪月視如親人般一樣喜愛著。
得知稚空遭到神木黎一抓起來之後，在神木黎一的邀請之下來到關著稚空的牢裡，但是在那裏等著她的只剩下慘不忍睹的屍體，真冬就此崩潰
對自己改造後變為不死族，憑著自己死靈法師的技術將稚空復活，並且一直生活下去......

神木黎一（カミキ レイイチ，立繪：日向創）
研究所的一員。人類。
即便面無表情，看似沒有情感起伏，似乎心底是喜歡著神木美香子。與神木美香子似乎是夫妻關係
為了達成自己的目標不擇手段，卻遭到01的忌妒而暴走被殺害。
神木美香子（カミキ ミカコ，立繪：罪木蜜柑）
研究所的一員。不死族。
深愛著神木黎一，對於實驗品的01沒有任何感情，認為01因為有一點與神木黎一不同，而遭到01不滿
看見01殺害神木黎一，卻依然不認同01的存在，在01暴走破壞整個研究室之後，依然繼續研究著神木黎一的克隆體這份研究

01（レイイチ，立繪：日向創）
喜愛神木美香子的實驗品。卻又不滿因為一點不同而不將自己視為神木黎一的美香子。
認為殺害神木黎一之後自己就可以取代他，但美香子即便正視了他，那眼裡也不是自己該有的身影，01暴走破壞了研究室，卻因此掉進大海裡。

尾張 元（オワリ マドカ，立繪：貳大貓丸）
研究所的一員，認識神木黎一、骸狼、佐川。人類。

克莉絲（クリス・インブルーム，立繪：索妮亞·內瓦麥）
佐川、骸狼的朋友。元人類，因為事故被骸狼變成了櫻花樹。
在佐川的研究之下終於能與其溝通，待在佐川家的時候似乎一直在跟凪聊天。
隨即被骸狼帶回了研究所，接著被火海吞噬。

佐川和佑（サガワ　カズヨシ，立繪：左右田和一）
研究所的一員。人類。在凪與明逃亡的時候給予他們房子住的人。
與克莉絲、骸狼是朋友。幫助骸狼慘被瓦礫壓死。

靜歌（シズカ，立繪：機器貳大）
救了hina、明的屍體。不死族。
雖然被尾張拜託去找骸狼並一起生活下去，但是一個人在森林裡太害怕了沒辦法動，直到hina等人出現才伴隨勇氣前進。並且幫助hina等人不被植物化下，戰鬥結束後破損嚴重完全破壞，死亡。

片瀨atena（カタセ アテナ，立繪：江之島盾子）
研究所的所長。擁有多具的身體，以此推測應該已經變成了不死族。
與凪在海邊認識，削弱了凪的自我次元的人，並留下自己也機會要去凪家看看的話語。
在創與凪記憶的碎片之中，在hajime暴走無意間殺死凪的時候，與hajime做出交易，要hajime給予她東西才復活凪
在第四章，被骸狼發現atena似乎對凪的身體做過手腳，使自己能夠操控凪的身體（此時凪的眼睛會變成水藍色）。而這件事情在第五章的時候被hina等人發現......

曾住過海岸小屋的hajime
充滿疑點的角色。目前還沒有明確知道hajime究竟是現在的hajime還是hina
曾經是研究所裡神木黎一創造出的「大量殺戮人間兵器」-01，擁有ESP，能力是無差別對周邊的事物展開眼睛無法看到的攻擊
喜歡神木美香子，但因為不被正視，不被任何人呼喊其名，甚至連代號都不被稱呼。疑似得知自己只是個人間兵器之後暴走，回過神來的時候已經殺害神木美香子，在atena的話語之下再度暴走毀壞研究所，間接殺害了許多人後掉進海裡，被凪操控佐川的UFO所救，隨後便改名為「hajime」與他們生活下去。
因為沒有任何痛覺，被明說「就算hajime不覺得痛，有辦法修復自己，我跟凪還是不願意看到hajime受傷」。因為在乎自己的存在意義，被明說「你就在這裡，我們用hajime呼喊會回答的是你，那你就是hajime，不是任何人」
看到atena出現在家中，並且桌上有著一筆數目不少的金額，想起凪曾經在海邊疑似能夠看見本應該看不見的自己的身影，懷疑凪背叛自己將自己賣了而暴走殺害了凪跟atena。但是又一隻atena的出現，告訴hajime一切只不過是誤會的事實，讓hajime大受打擊，並一心一意的想把凪喊醒，被atena嘲笑「凪不過是一般人，並不是像你一樣打從出生就是的不死族，這麼呼喊也不會醒過來」，hajime並不懂人類究竟是如何運作，所以也不知道當初害死了神木美香子也是真正的讓對方「死亡」之後又將暴走，被atena阻止。atena則告訴hajime若能給予自己什麼都便會復活凪，hajime回答「你要我做什麼我都會願意」，凪被atena變成不死族而復活。
隨後被凪要求「因為被hajime殺死而變成了不死族，不想要因為這樣自我次元漸漸失去而變成不是自己的自己」要hajime殺死自己，hajime不能夠理解為什麼凪一心一意如此尋死，在凪給予的壓力之下第二次殺死了凪，隨後atena出現，告訴hajime「我會好好的愛護你，我會稱呼你的名字，我會正視你的存在，我會給予你想要的一切」的言語洗腦，要hajime破壞任何一切的東西，而在明趕來的時候hajime殺死了明。
照atena的話一路殺死了許多人，漸漸的搞不清楚自己究竟是誰，自己為什麼又要做這些事情，就連那曾經呼喊自己的人也快要忘記，hajime陷入黑暗放棄了思考。但就在那個時候聽見了凪跟明的聲音，「果然是hajime啊！」，三人就此重合。

依照現在hina，記憶沒有與「曾住過海岸小屋的hajime」相同，所以目前所知的可能性可能並不是hina。現在所知的hajime則不明。
但是凪一心認為海岸小屋的hajime就是hina

### 其他人物
《槍彈辯駁2》的角色們，也同樣是玩家與NC。

日向創
玩家愛麗絲（アリス）擔當。
疑似正經歷著二周目，擁有一周目的記憶。對於狛枝的某些舉動會感到不安。像是狛枝透過遊戲機向日向詢問自己不知道在哪裡，背景出現某倉庫的畫面，日向便急忙地衝出餐廳尋找狛枝，被七海說「原來人在激動的瞬間會露出面無表情的啊...」
在遊戲中特別在意眼珠子。（狛枝談）

狛枝凪斗
玩家狂人（ホリック）擔當。
海島模式的狛枝。似乎沒有互相殘殺的記憶，但總是會做出一些讓人產生心靈創傷的事情（本篇第五章....）
特別喜歡捉弄日向，兩個人常常打起來。

七海千秋
玩家參謀（コート）擔當。大家的天使。
常常無視打起架來的日向跟狛枝。會對著畫面宣傳本篇遊戲（另外兩人不知情）。

遊戲機
七海的遊戲機，會說話。在遊戲內扮演著NC的角色，畫面一直顯示著苗木的樣子，語氣也像是苗木本人，也曾經提到過「再不趕快回去的話會被罵」。但是自從五章之後，語氣似乎變了人.......
第五章開頭甚至出現遊戲機的畫面變成紅色，連絡不到人的事情發生。

兔美
一直以來只在開頭介紹登場。但是自從五章消失之後，日向曾去找過它，但是那裡卻找也找不到，同時BGM也開始變得扭曲起來了，這究竟是......?

## 主題曲
《たった１つの想い》（從第三章開始，每一章op內容都不一樣）
曲:KOKIA　編曲:KOKIAn'S　演唱:KOKIA